# Sol sostingut menor
Sol sostingut menor (també Sol#m en la notació europea i G#m en la notació americana) és la tonalitat que té l'escala major a partir de la nota sol sostingut. Així, la seva escala està constituïda per les notes do#, re#, mi, fa#, sol#, la# i si. La seva armadura té cinc sostinguts (do, re, fa, sol, la). El seu relatiu major és la tonalitat de si major, i la tonalitat homònima és sol sostingut major.
La setena simfonia del compositor rus Nikolai Myaskovsky potser és l'única simfonia en sol sostingut menor. La tonalitat és rarament utilitzada en música orquestral fonamentalment en certes modulacions tonals, però és més comú trobar-la en la música per a piano: des de El clavecí ben temperat de Bach a les sonates de Skriabin. Per a l'orquestració de música per a piano, els teòrics recomanen transportar-la a sol menor o a la menor. Una notable excepció seria "Il Vecchio Castello" de Quadres d'una exposició de Mussorgski. Però en el cas que sol sostingut s'utilitzi, les parts dels instruments de vent en si bemoll seran escrits en si bemoll menor en lloc de fer-ho en la sostingut menor.

## Obres clàssiques famoses
- Sonata-fantasia - Skriabin
- Preludi op. 32 núm. 12 - Rakhmàninov
- Estudi op. 25 núm. 6 - Chopin
- Estudi núm. 3 "La Campanella" - Liszt

## Cançons pop conegudes
- Brothers In Arms - Dire Straits